# Составы Plastic Ono Band
Этот список содержит хронологию всех составов группы Plastic Ono Band, основанной Джоном Ленноном и Йоко Оно. Коллектив просуществовал с 1969 по 1974 годы и был возрождён в 2009 году.

## Хронология составов
| Группа                                                 | Участники | Релизы и концертные выступления |
| ------------------------------------------------------ | --- | --- |
| Plastic Ono Band (Июнь 1969)                           | - Джон Леннон — вокал, акустическая гитара - Йоко Оно — хлопки, тамбурин, бэк-вокал - Том Смозерс — акустическая гитара, бэк-вокал - Тимоти Лири, Рабби Абрахам Финберг, Джозеф Шварц, Роземари Вудруфф Лири, Петула Кларк, Дик Грегори, Аллен Гинзберг, Murray the K, Дерек Тэйлор — подпевки, хлопки | - «Give Peace a Chance»/«Remember Love» |
| Plastic Ono Band (Сентябрь 1969)                       | - Джон Леннон — ведущий вокал, ритм-гитара - Йоко Оно — вокал - Эрик Клэптон — ведущая гитара, бэк-вокал - Клаус Форман — бас-гитара - Алан Уайт — ударные | - Toronto Rock and Roll Revival Festival (позже вышел под названием Live Peace in Toronto 1969)                                                            |
| Plastic Ono Band (Сентябрь 1969)                       | - Джон Леннон — ведущий вокал, ритм-гитара - Йоко Оно — ведущий вокал («Don’t Worry Kyoko») - Эрик Клэптон — ведущая гитара, бэк-вокал - Клаус Форман — бас-гитара - Ринго Старр — ударные | - «Cold Turkey»/«Don’t Worry Kyoko» |
| Plastic Ono Supergroup (Декабрь 1969)                  | - Джон Леннон — вокал, гитара - Йоко Оно — вокал - Эрик Клэптон («Дерек Клэпто») — гитара - Делани Брамлетт («Билани») — гитара - Бонни Брамлетт («Донни») — перкуссия - Джим Гордон («Джим Бордом») — ударные - Джордж Харрисон («Джордж Харриссонг») — гитара - Ники Хопкинс («Стики Топкинс») — электрическое фортепиано - Бобби Киз («Робби Книз») — саксофон - Кит Мун («Киф Спун») — ударные - Билли Престон («Билли Пресстуд») — орган - Клаус Форман («Раус Дурман») — бас - Алан Уайт («Даллас Уайт») — ударные - Джим Прайс — труба | - UNICEF Peace for Christmas Concert (позже выпущен как Some Time in New York City as Live Jam)                                                            |
| Plastic Ono Band (Январь 1970)                         | - Джон Леннон — ведущий вокал, акустическая гитара, фортепиано, бэк-вокал - Джордж Харрисон — электрическая гитара, фортепиано, бэк-вокал - Клаус Форман — бас-гитара, электрическое фортепиано, бэк-вокал - Алан Уайт — ударные, фортепиано, бэк-вокал - Билли Престон — орган, бэк-вокал - Йоко Оно — бэк-вокал - Мэл Эванс — звуковые эффекты, хлопки, бэк-вокал | - «Instant Karma!» |
| Plastic Ono Band (Сентябрь-Октябрь 1970)               | - Джон Леннон — вокал, гитара, фортепиано, орган - Ринго Старр — ударные - Клаус Форман — бас-гитара - Йоко Оно — вокал | - John Lennon/Plastic Ono Band - Yoko Ono/Plastic Ono Band                                                                                                 |
| Plastic Ono Band (Март 1971)                           | - Джон Леннон- вокал, гитара - Йоко Оно — бэк-вокал, фортепиано - Бобби Киз — саксофон - Билли Престон — клавишные, фортепиано - Клаус Форман — бас-гитара, гитара, перкуссия - Алан Уайт — ударные | - «Power to the People» |
| Plastic Ono Mothers (июнь 1971)                        | - Джон Леннон — гитара, вокал - Йоко Оно — вокал - Клаус Форман — бас-гитара, вокал - Фрэнк Заппа — гитара, вокал - Эйнсли Данбар — ударные - Боб Харрис- клавишные, вокал - Говард Кейлан — вокал - Джим Понс — бас-гитара, вокал - Дон Престон — Mini-Moog - Иэн Андервуд -клавишные, вокал, деревянные духовые инструменты - Марк Вольман — вокал | - Концерт 6 июня 1971 года в Fillmore East (позже вышел на Some Time in New York City как Live Jam)                                                        |
| Plastic Ono Band (1971)                                | - Джон Леннон — вокал, гитара - Йоко Оно — вокал - Джим Келтнер — ударные, перкуссия - Ники Хопкинс — клавишные - Хью Маккаркен — гитара - Крис Осборн — гитара - Стюарт Шарф — гитара - Тедди Ирвин — гитара | - «Happy Xmas (War Is Over)» |
| Plastic Ono Elephant’s Memory Band (1971—1973)         | - Джон Леннон — гитара, вокал - Йоко Оно — вокал, клавишные - Джим Келтнер — ударные - Уэйн 'Текс' Габриэл — гитара - Гари Ван Сайос — бас-гитара - Стэн Бронштейн — саксофон - Адам Ипполито — клавишные - Джон Ла Буска — фортепиано - Ричард Фрэнк Мл. — ударные, перкуссия - Джон Уорд — бас-гитара | - Some Time in New York City - One to One Concerts (позже выпущен как Live in New York City) - 1972 MDA Show of Strength - Approximately Infinite Universe |
| Plastic Ono Band (1973)                                | - Йоко Оно — вокал - Джон Леннон («Джон O’Шеан) — гитара - Джим Келтнер — ударные - Дэвид Спинозза — гитара - Кеннет Ашер — фортепиано, орган, меллотрон - Гордон Эдвардс — бас-гитара - Майкл Брекер — саксофон - Артур Дженкинс — перкуссия - Дэвид Фридман — вибрафон - Снеки Пит Клиноу — педал-стил-гитара - Дон Брукс — губная гармоника - Джереми Стэйг — флейта - Something Different — хор - Эндрю Смит — ударные - Роберт Крейнер — бас-гитара - Рик Марротта — ударные                                                             | - Feeling the Space |
| Plastic U.F.Ono Band (1973)                            | - Джон Леннон — вокал, ритм-гитара, слайд-гитара, перкуссия - Джим Келтнер — перкуссия - Дэвид Спинозза — ведущая гитара - Кеннет Ашер — фортепиано, орган - Гордон Эдвардс — бас-гитара - Артур Дженкинс — перкуссия - Майкл Брекер — саксофон - Снеки Пит Клиноу — педал-стил-гитара - Рик Марротта — ударные (в треке „Meat City“) - Something Different — хор | - Mind Games |
| Plastic Ono Nuclear Band (1974)                        | - Джон Леннон — вокал, гитара, фортепиано - Клаус Форман — бас-гитара - Джим Келтнер — ударные - Ники Хопкинс — фортепиано - Бобби Киз — тенор саксофон - Кеннет Ашер — электрическое фортепиано, клавинет, меллотрон - Артур Дженкинс — перкуссия - Джесси Эд Дэвис — акустическая гитара, ведущая гитара - Эдди Моттау — акустическая гитара | - Walls and Bridges |
| Yoko Ono Plastic Ono Band (2009)                       | - Йоко Оно — вокал - Шон Леннон — акустическая и электрическая гитары, фортепиано, клавишные, бас, ударные, перкуссия - Корнелиус — гитары, бас, тэнори-он, программирование, перкуссия - Юка Хонда — фортепиано, орган, перкуссия - Хиротака Симидзу — гитары, перкуссия - Юко Араки — ударные, перкуссия - Шазад Измаили — гитары, бас, ударные, перкуссия - Майкл Леонхарт — труба, вибрафон, перкуссия - Эрик Фридландер — виолончель - Дэниел Картер — тенор саксофон, флейта - Индиго Стрит — гитара                                    | - Don't Stop Me! - Between My Head and the Sky |
| Yoko Ono Plastic Ono Band (2009—настоящее)             | - Йоко Оно — вокал - Шон Леннон — гитара, вокал, клавишные, ударные - Юка Хонда — клавишные - Кэйго Оямада — гитара - Хиротака Симидзу — гитара, бас-гитара - Юко Арака — ударные - Майкл Леонхарт — труба - Эрик Фридландер — виолончель | - We Are Plastic Ono Band» Tour |
| Plastic Ono Band (Февраль 2010)                        | - Йоко Оно — вокал - Эрик Клэптон — гитара - Клаус Форман — бас-гитара - Джим Келтнер — ударные - Шон Леннон — вокал, гитара | - Концерт 16 февраля 2010 года в the Brooklyn Academy of Music                                                                                             |
| The Flaming Lips with Yoko Ono/Plastic Ono Band (2011) | - Йоко Оно — вокал - Шон Леннон — гитара - Уэйн Койн — вокал, гитара, клавишные - Майкл Айвинз — бас, клавишные, бэк-вокал - Стивен Дрозд — вокал, ударные, гитара, клавишные, бэк-вокал - Клиф Скерлок — ударные, перкуссия - Дерек Браун — гитара, клавишные, перкуссия, бэк-вокал | - The Flaming Lips 2011 #11: The Flaming Lips with Yoko Ono/Plastic Ono Band                                                                               |
| Yoko Ono Plastic Ono Band (2013)                       | - Йоко Оно — вокал - Шон Леннон — гитара, фортепиано, бас, синтезатор, перкуссия - Корнелиус — ремиксы - Юка Хонда — клавишные, синтезатор - Ленни Кравитц — ударные - Нельс Клайн — гитара - Questlove — ударные - Билл Доброу — ударные - Хиротака «Шимми» Симидзу — гитара - Кэйго Ямада — бас-гитара, гитара - Джулиан Лэйдж — гитара | - Take Me to the Land of Hell |